# Yongeichthys thomasi
Yongeichthys thomasi är en fiskart som först beskrevs av Boulenger, 1916.  Yongeichthys thomasi ingår i släktet Yongeichthys och familjen smörbultsfiskar. IUCN kategoriserar arten globalt som livskraftig. Inga underarter finns listade i Catalogue of Life.